# Rhodiola bupleuroides
Rhodiola bupleuroides là một loài thực vật có hoa trong họ Crassulaceae. Loài này được (Wall. ex Hook. f. & Thomson) S.H. Fu miêu tả khoa học đầu tiên năm 1965.